# Майське Утро
Ма́йське У́тро (рос. Майское Утро) — селище у складі Шипуновського району Алтайського краю, Росія. Входить до складу Первомайської сільської ради.

## Населення
Населення — 20 осіб (2010; 30 у 2002).
Національний склад (станом на 2002 рік):
- росіяни — 94 %